# Казачья кухня

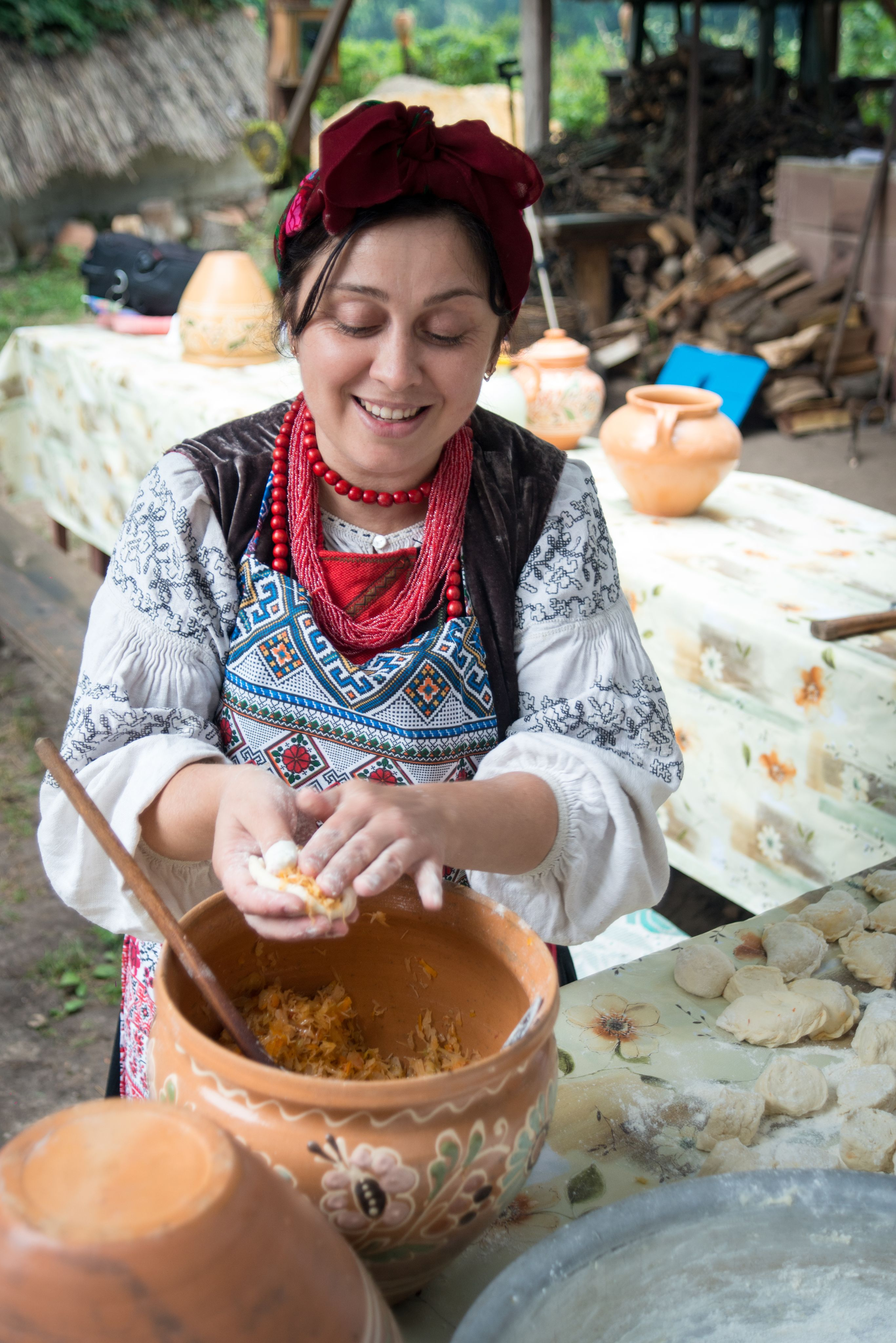
Вареники - традиционное блюдо казачьей кухни.

Казачья кухня — кухня казаков.

## Блюда и продукты
Казачья кухня передаёт особенности быта и культуры казаков.
Многие казачьи войска именовались по именам рек (Амур, Волга, Дон, Енисей, Кубань, Терек, Уссури, Яик). В рационе казаков преобладают рыбные блюда. Донские казаки запекают карпа или леща, варят уху (щербу), готовят кулеш с рыбой. Вместе с тем, они любят есть каши, лапшу, хлеб и пироги, которые запивают  взваром (компот сухофруктов) и квасом. Также они готовят голубцы и холодец.
Традиционным казачьим десертом считается нардек — арбузный мёд. Обычно его ели с бурсаками (бурсачками). Влияние восточной кухни также проявлялось в употреблении изюма, который добавляли в кашу.
Кубанские казаки едят борщ, вареники, блины и шашлыки. Широко известен в кухне казаков Юга России гуляш. Из супов распространены окрошка и шулюм (густой суп на основе бульона, мяса и картофеля). Мясо (свинина, птица) обыкновенно запекали в печи. Почетом окружали круглый хлеб (каравай, поляныця). Пили кисели и взвары. Также известен ирьян — казачий вариант айрана из сузьмы.
Из столовых приборов казаки используют миски и деревянные ложки. Казаки едят три раза в день: завтракали, обедали и ужинали. Перед едой обязательно моют и вытирают руки. Старший за столом обычно подаёт сигнал к началу трапезы. Часто едят из общей миски. Напитки подаются в кувшинах.